# Harry Wexler
Harry Wexler (15. března 1911 Fall River, Massachusetts – 11. srpna 1962) byl americký meteorolog, který pro předpovědi počasí navrhl použití meteorologických družic.

## Život
Studoval na Harvardově univerzitě a v roce 1939 získal titul Ph.D. za meteorologii na Massachusettském technologickém institutu.
Pracoval v americkém meteorologickém úřadu od roku 1934 do roku 1942, poté sloužil jako kapitán a posléze jako podplukovník meteorologické služby armádního leteckého sboru Spojených států během druhé světové války od roku 1942 do roku 1946. Dne 14. září 1944 se, v hodnosti majora, Wexler stal prvním vědcem, který záměrně vletěl do hurikánu. Jednalo se o doprovodný let Douglas A-20 "Havoc", který vletěl do hurikánu a shromáždil vědecké údaje.
V roce 1946 se vrátil do amerického meteorologického úřadu a stal se vedoucím divize vědeckých služeb. Jako vedoucí výzkumný pracovník Wexler vybízel ke studiu atmosféry i jiných planet než je Země. Proslavil se zvláště svou práci na využití družic pro meteorologické účely, totiž při vývoji první meteorologické družice na světě: TIROS-1. Spisovatel vědecko-fantastické a futurologické literatury Arthur C. Clarke, který sledoval Wexlerovu práci na hurikánech ve 40. letech 20. století napsal Wexlerovi a požádal ho, aby rozvinul Clarkeho myšlenku na výrobu umělého družice pro sledování počasí z kosmického prostoru. To Wexlera nasměrovalo na cestu, která by nakonec vedla v roce 1960 k vytvoření družice TIROS-1. Wexler také studoval použití počítačů pro předpověď a změny počasí.
Byl hlavním vědcem americké expedice do Antarktidy pro Mezinárodní geofyzikální rok v roce 1958.
V roce 1958 se obával, že testování atomových bomb může vést k nové ledové době v důsledku nukleární zimy.
V letech 1959-1961 navrhoval a propagoval myšlenku World Weather Watch. V roce 1961 sloužil jako vedoucí americký vyjednavač v rozhovorech se Sovětským svazem o společném využívání meteorologických družic.
Pokračoval v práci ve svém úřadu až do své smrti v roce 1962. Zkoumal důsledky spojení sloučenin chlóru a bromu s následným poškozováním stratosférických ozónových vrstev. Zemřel na srdeční infarkt během prázdnin v Woods Hole v Massachusetts. Co se problematiky ozonových děr týče, Wexler již přijal pozvání na přednášku s názvem „Klima Země a jeho modifikace“ v Institutu vesmírného výzkumu a technologií na univerzitě v Marylandu. Bylo to 12 let předtím, než se v roce 1974 objevily první články o vlivu chlorfluoruhlovodíků na ozonovou vrstvu, během nichž se zvýšila produkce CFC. James Rodger Fleming poznamenal později: „Kdyby Wexler žil, asi by publikoval své nápady a jistě byly zaznamenány. Nemohly by vést k jinému výsledku, než snad k časnější koordinované reakci na problematiku zmenšování ozónové vrstvy“.
Zůstala po něm manželka Hannah a dvě dcerky: Susan a Libby. Jeho žena darovala jeho zápisky v roce 1963 knihovně Kongresu.

## Posmrtná pocta
- Byl po něm pojmenován jeden z kráterů na měsíci.
- Monthly Weather Review zveřejnily ve svazku 91 (vydání 10-12) vzpomínku na Dr. Wexlera.
- V roce 1977 mu University of Wisconsin-Madison udělila titul: Profesor meteorologie.